# Oberflächenwasser (Ozeanographie)
Oberflächenwasser, durchmischte Schicht des Ozeans, auch Mischschicht oder Deckschicht genannt (engl. Ocean Mixed Layer, OML, oder Surface Mixed Layer, SML), ist die oberste, durchmischte Schicht des Ozeans, in der Temperatur, Salzgehalt und Dichte nahezu homogen verteilt sind.
Die Deckschicht reicht von der Meeresoberfläche bis zur Mixed-Layer-Depth (MLD), der Tiefe, in der die Dichte (σₜ) gegenüber der Oberfläche um 0,03–0,125 kg/m³ zunimmt. Die MLD ist die tiefste von turbulenter Vermischung betroffene Schicht und kennzeichnet die Tiefe des oberen Ozeans, der mit der Atmosphäre interagiert; sie erreicht typischerweise eine Tiefe von 50 bis 200 Metern. Diese Schicht spielt eine zentrale Rolle im globalen Klimasystem, weil sie durch den Austausch von Wärme, Gasen und Impulsen mit der Atmosphäre sowohl die marinen als auch die atmosphärischen Prozesse maßgeblich beeinflusst. 

## Eigenschaften der Oberflächenschicht (des Ocean Mixed Layers, OML)
Der Ocean Mixed Layer (OML) bildet eine der dynamischsten und klimatologisch bedeutsamsten Schichten des Ozeans. Als oberste, intensiv durchmischte Wasserschicht fungiert er als zentrale Schnittstelle zwischen Atmosphäre und tieferem Ozean. Seine charakteristischen Eigenschaften entstehen durch ein komplexes Zusammenspiel physikalischer, chemischer und biologischer Prozesse, die sich sowohl räumlich als auch zeitlich stark unterscheiden können.

### Physikalische Eigenschaften
Die wohl markanteste Eigenschaft des OML ist seine nahezu homogene vertikale Verteilung von Temperatur und Dichte. Diese Gleichförmigkeit entsteht durch die intensive Durchmischung, die hauptsächlich von drei Mechanismen angetrieben wird: Windscherung, Wellenbewegungen und thermohaline Konvektion. Besonders in den Wintermonaten führen starke Winde und die Abkühlung der Meeresoberfläche zu einer erheblichen Vertiefung des OML. In subpolaren Regionen wie der Labradorsee kann die durchmischte Schicht dann bis in Tiefen von über 1000 Meter reichen. Im Sommer hingegen bewirkt die erhöhte Sonneneinstrahlung eine stärkere Schichtung, wodurch der OML oft auf weniger als 50 Meter zusammenschrumpft. Die genaue Tiefenausdehnung wird üblicherweise durch Dichtekriterien definiert, wobei ein Anstieg der Dichte um 0,03–0,125 kg/m³ gegenüber der Oberfläche als Grenze angesehen wird.
Neben der Temperatur spielt auch der Salzgehalt eine entscheidende Rolle für die Eigenschaften des Oberflächenwassers. In subtropischen Regionen führt intensive Verdunstung zu einer Salzanreicherung in der Oberflächenschicht, während in polaren Gebieten der Salzausstoß bei der Meereisbildung (Brine-Rejection) besonders salzreiches und damit dichtes Oberflächenwasser erzeugt. Umgekehrt kann Süßwassereintrag aus Flüssen oder schmelzendem Eis die Durchmischung deutlich hemmen, wie etwa im Mündungsgebiet des Amazonas zu beobachten ist.

### Dynamische Prozesse und Wechselwirkungen
Die Durchmischungsprozesse in der Oberflächenschicht werden maßgeblich durch die Energieeinträge von der Atmosphäre bestimmt. Starke Winde erzeugen nicht nur Oberflächenwellen, sondern auch turbulente Scherkräfte, die die Wassersäule durchmischen. Besonders bei Stürmen kann diese Turbulenz innerhalb weniger Stunden zu einer erheblichen Vertiefung des Oberflächenwassers führen. Gleichzeitig tragen brechende Wellen zur Entstehung kleinräumiger Wirbelstrukturen bei, die als Langmuir-Zirkulation bekannt sind und den vertikalen Austausch zusätzlich verstärken.
Eine besondere Bedeutung kommt der thermohalinen Konvektion zu, die in den subpolaren Regionen während der Wintermonate auftritt. Wenn das Oberflächenwasser durch starke Abkühlung an Dichte zunimmt, kann es absinken und dabei Wassermassen aus tieferen Schichten mit nach unten reißen. Dieser Prozess ist nicht nur für die lokale Durchmischung wichtig, sondern spielt auch eine zentrale Rolle bei der Bildung von Tiefenwasser und der globalen Umwälzzirkulation.
Die Wechselwirkungen zwischen Oberflächenwasser und Atmosphäre haben entscheidenden Einfluss auf das globale Klima. So speichert die oberste Schicht etwa 90 Prozent der überschüssigen Wärme, die durch den anthropogenen Treibhauseffekt entsteht. Gleichzeitig fungiert sie als wichtige Senke für atmosphärisches Kohlendioxid, wobei die Aufnahmekapazität stark von der Durchmischungsintensität abhängt.

### Chemische und biologische Aspekte
Die vertikale Durchmischung im Oberflächenwasser hat auch erhebliche Auswirkungen auf die Nährstoffverteilung und damit auf marine Ökosysteme. In vielen tropischen und subtropischen Regionen ist die durchmischte Schicht aufgrund der begrenzten Verbindung zu tieferen Wasserschichten relativ nährstoffarm. Ganz anders stellt sich die Situation in Gebieten mit Auftriebsprozessen dar, wo nährstoffreiches Tiefenwasser an die Oberfläche gelangt und intensive Phytoplanktonblüten auslösen kann. Diese regionalen Unterschiede in der Nährstoffverfügbarkeit prägen nicht nur die marine Primärproduktion, sondern haben auch Rückwirkungen auf den globalen Kohlenstoffkreislauf.
Der Sauerstoffgehalt im Oberflächenwasser unterliegt ebenfalls charakteristischen Mustern. Während die obersten Meter aufgrund des direkten Gasaustauschs mit der Atmosphäre meist nahe der Sättigung liegen, kann es in tieferen Bereichen insbesondere in erwärmten oder stark geschichteten Regionen zu Sauerstoffmangel kommen. Solche hypoxischen Bedingungen stellen eine zunehmende Bedrohung für viele marine Organismen dar.

### Regionale Besonderheiten und langfristige Veränderungen
Die Eigenschaften der Deckschicht variieren erheblich zwischen verschiedenen ozeanischen Regionen. In den subtropischen Ozeanen herrscht typischerweise eine stabile Schichtung mit relativ flacher Deckschicht vor, während in subpolaren Gebieten die intensive winterliche Konvektion zu einer erheblichen Vertiefung der durchmischten Schicht führt. Äquatoriale Regionen zeigen oft eine ausgeprägte Barriereschicht unterhalb des Oberflächenwassers, die den vertikalen Austausch deutlich einschränkt.
Langfristige Beobachtungen zeigen, dass sich die durchmischte Schicht in den meisten Ozeanregionen im Zuge des Klimawandels deutlich erwärmt hat. Gleichzeitig führt der zunehmende Süßwassereintrag aus schmelzendem Landeis und veränderten Niederschlagsmustern vielerorts zu einer stärkeren Schichtung, die die vertikale Durchmischung behindert. Diese Veränderungen haben nicht nur Auswirkungen auf die marine Ökologie, sondern könnten auch die Fähigkeit der Ozeane zur Wärme- und CO₂-Aufnahme langfristig verringern.

## Entstehung und Dynamik
Das Oberflächenwasser bildet sich durch drei Hauptprozesse:  
1. Windgetriebene Durchmischung: Turbulenz durch Windscherung (z. B. durch Stürme) bricht die Dichteschichtung auf. So kann beispielsweise im subtropischen Pazifik die Mixed Layer Depth (MLD) im Winter auf >150 m anwachsen.  
2. Thermohaline Konvektion: Auslöser ist die Abkühlung der Oberfläche (z. B. durch winterliche Kaltluft) oder eine Salzgehaltserhöhung (durch Verdunstung oder Meereisbildung).  Einen Sonderfall gibt es in Polargebieten: dort führt Brine-Rejection (die Freisetzung von Salz bei der Bildung von Meereis) zu dichterem Oberflächenwasser und zu vertikaler Konvektion.
3. Wellenbrechung: Brechende Wellen erzeugen kleinräumige Wirbelstrukturen (Langmuir-Zirkulation).

## Rolle im Klimasystem
Im Klimasystem kommt dem Ozean schon deswegen eine große Bedeutung zu, weil er 71 % der Erdoberfläche einnimmt und daher die Strahlungsenergie der Sonne hauptsächlich in der obersten Schicht des Ozeans in Wärmeenergie umgewandelt wird. Das Oberflächenwasser speichert also Wärme und gibt sie langsam an die Atmosphäre ab, was zur Regulierung des globalen Klimas beiträgt. Der ozeanische Wärmetransport, der durch die Bewegung von Oberflächenwasser in Form von Meeresströmungen erfolgt, hat einen erheblichen Einfluss auf das Klima in verschiedenen Regionen der Erde. Beispielsweise mildert der Golfstrom und seine Fortsetzung, der Nordatlantikstrom, das Klima in Nordwesteuropa erheblich.
Darüber hinaus spielt das Oberflächenwasser eine Schlüsselrolle im globalen Kohlenstoffkreislauf. Es nimmt atmosphärisches Kohlendioxid (CO₂) auf, das entweder im Wasser gelöst bleibt oder durch biologische Prozesse in organische Materie umgewandelt wird. Dieser Prozess, bekannt als biologische Kohlenstoffpumpe, trägt zur Regulierung des atmosphärischen CO₂-Gehalts bei.

## Wechselwirkungen mit der Atmosphäre

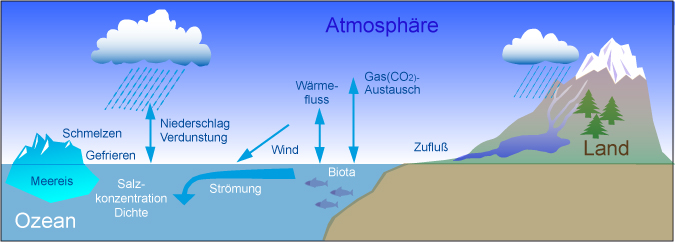
Wechselwirkungen zwischen Ozean und Atmosphäre

Durch den Austausch von Energie und Materie übt der Ozean eine wichtige Kontrolle über die physikalischen und chemischen Eigenschaften der Atmosphäre aus und wird seinerseits durch atmosphärische Prozesse beeinflusst. Die Wechselwirkung Ozean – Atmosphäre ist daher ein wichtiger Bestandteil des Erdsystems. Die Wechselwirkungen sind komplex und umfassen den Austausch von Wärme, Feuchtigkeit und Gasen. Der Wind spielt eine entscheidende Rolle bei der Erzeugung von Oberflächenwellen und der Durchmischung der oberen Wasserschichten. Diese Durchmischung, auch als Windmischung bezeichnet, beeinflusst die vertikale Verteilung von Temperatur und Salzgehalt und trägt zur Bildung von Oberflächenströmungen bei.
Ein weiterer wichtiger Prozess ist die Verdunstung, die zur Abkühlung der Meeresoberfläche führt und gleichzeitig Feuchtigkeit in die Atmosphäre abgibt. Dieser Prozess ist entscheidend für die Bildung von Wolken und Niederschlägen und beeinflusst somit das Wetter und das Klima.

## Auswirkungen des Klimawandels
Temperaturerhöhung: Im Zuge des Klimawandels unterliegt das Oberflächenwasser signifikanten Veränderungen. Die Erwärmung der Atmosphäre führt zu einer Erhöhung der Oberflächentemperaturen des Meerwassers, was weitreichende Konsequenzen nach sich zieht, vor allem für die die Verdunstungsrate und den Wasserkreislauf. Der Meeresspiegelanstieg, bedingt durch thermische Expansion und das Schmelzen von Eisschilden, stellt eine der offensichtlichsten Folgen dar. Darüber hinaus können Veränderungen in den Meeresströmungen, insbesondere eine potenzielle Verlangsamung der Atlantischen Meridionalen Umwälzzirkulation (AMOC), weitreichende Auswirkungen auf das globale Klima haben.
Versauerung: Der Ozean ist heute so sauer wie seit mehr als 20 Millionen Jahren nicht mehr. Seit Beginn der Industrialisierung ist der pH-Wert des Oberflächenwassers um etwa 0,1 Einheiten gesunken, was einer Zunahme des Säuregehalts um 30 % entspricht. Von 1985 bis 2021 allein ist er von 8,11 auf 8,05 gesunken. Die Versauerung der Meere wird sich laut Prognosen
bis zum Jahr 2100 verdoppeln oder verdreifachen, wenn wir unsere Kohlendioxidemissionen nicht reduzieren. Diese Veränderung hat erhebliche Auswirkungen auf marine Organismen, insbesondere auf Korallen und Schalentiere, die für die Bildung ihrer Schalen und Skelette auf bestimmte chemische Bedingungen angewiesen sind.
Desoxygenierung: Seit den 1950er Jahren hat der Sauerstoffgehalt der Ozeane weltweit um etwa 2 % abgenommen, und bis zum Jahr 2100 wird ein weiterer Rückgang von 1 bis 7 % prognostiziert. Obwohl die Veränderungen regional unterschiedlich ausgeprägt sind, ist in den meisten Meeresgebieten ein deutlicher Sauerstoffverlust zu beobachten. Die Hauptursache für diesen Rückgang ist die Erwärmung der Ozeane, weil wärmeres Wasser weniger Sauerstoff binden kann. Zudem verstärkt die Temperaturzunahme die Schichtung des Meerwassers, wodurch die Durchmischung der Wasserschichten verringert wird. Dies reduziert den Austausch von Sauerstoff zwischen der Atmosphäre und den tieferen Wasserschichten, was zu einem weiteren Absinken der Sauerstoffkonzentration führt. Diese verringerte Sauerstofflöslichkeit begünstigt die Ausbreitung von Sauerstoffminimumzonen begünstigt und stellt eine Gefahr für sauerstoffabhängige marine Lebewesen dar. Diese Veränderungen können tiefgreifende Auswirkungen auf marine Nahrungsnetze und die Biodiversität der Ozeane haben.
Angesichts der komplexen Wechselwirkungen zwischen Klimawandel und marinen Ökosystemen ist kontinuierliches Monitoring und intensive Forschung von großer Bedeutung. Internationale Forschungsprojekte wie BIOACID tragen dazu bei, unser Verständnis dieser Prozesse zu vertiefen und bessere Vorhersagen sowie Schutzmaßnahmen zu ermöglichen. Die gewonnenen Erkenntnisse sind entscheidend für die Entwicklung effektiver Strategien zum Schutz der Ozeane und zur Minderung der Auswirkungen des Klimawandels auf marine Ökosysteme.